# Валькірія (робот)

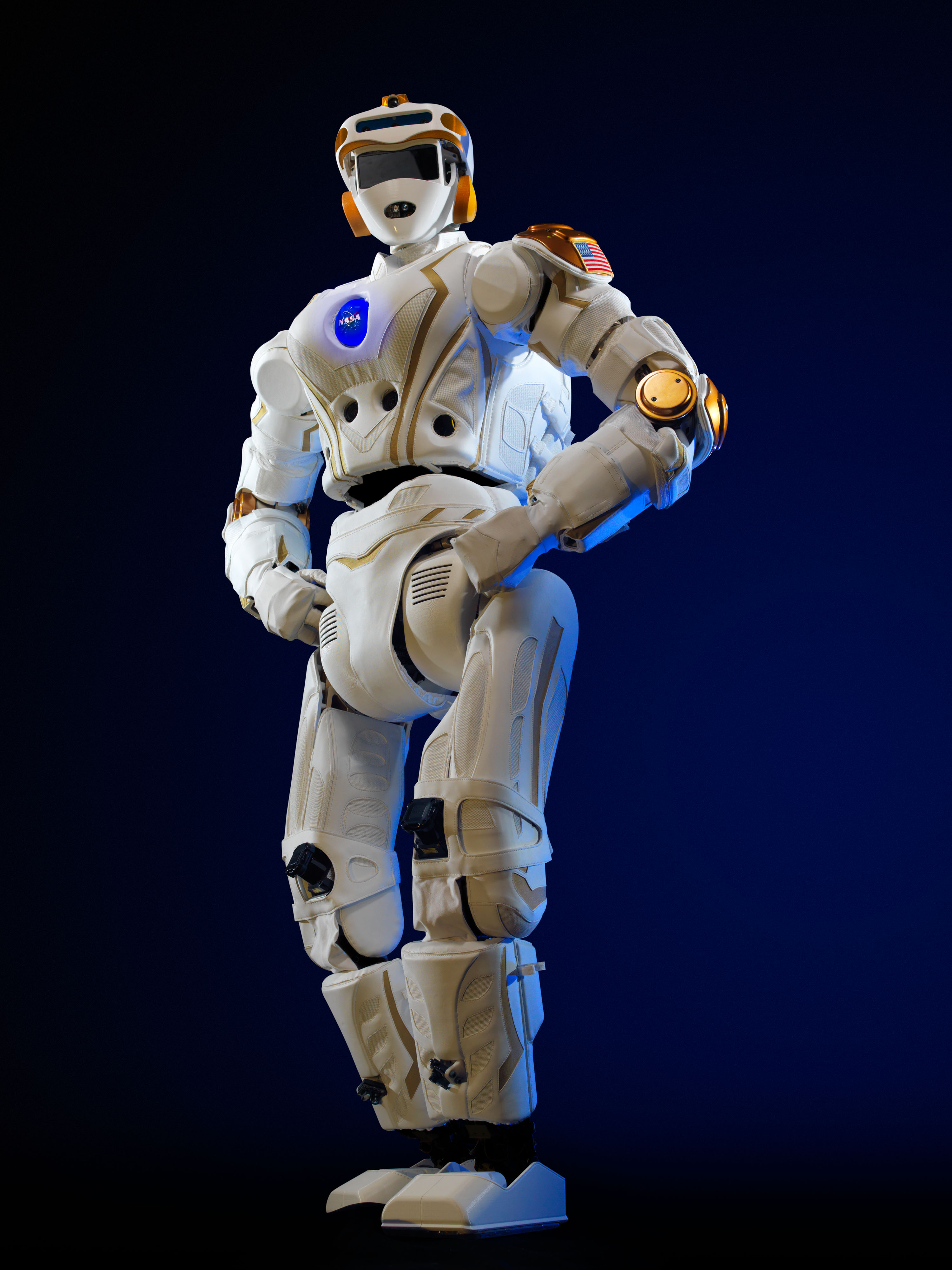
Людиноподібний робот Валькірія-1

«Валькірія», також «Валькірія-1» (англ. Valkyrie) — прототип бойового людиноподібного робота, створеного NASA для потреб армії і космічних програм.

## Загальні відомості
Розробка робота стартувала у 2012 році.
Космічний центр імені Ліндона Джонсона NASA у 2013 році представив прототип антропоморфного військового робота, розробка якого ведеться в інтересах американських військових у рамках проекту DARPA Robotics Challenge (DRC).
Робот отримав неофіційну назву «Валькірія-1» (Valkyrie), а офіційно позначається як R5. Розробка робота ведеться спільно з Техаським університетом в Остіні і Техаським університетом A&M.
Валькірія ґрунтується на прототипі «Робонавт» (Robonaut), попередній розробці людиноподібного робота цього космічного агентства. Станом на грудень 2013 року «Робонавт» перебуває на навколоземній орбіті, на Міжнародній космічній станції. «Робонавт», побудований для роботи в середовищі невагомості, мав розмір і форму громіздкого людиноподібного тулуба. Потужні ноги Валькірії і легший корпус уможливили пристосувати його для роботи на Землі. Модульна конструкція робота означає, що на верхніх кінцівках робота можливо монтувати різні агрегати (зокрема, модуль зброї); і що руки робота можуть бути оснащені маніпуляторами типу «людські руки» за лічені хвилини.
«Ми хочемо полетіти до Марса», — каже Ніколас Редфорд, керівник групи, що працювала над проектом «Валькірія-1» у відео про робота. — «Швидше за все, НАСА відправить роботів попереду астронавтів на планеті. Ці роботи розпочнуть підготовку для прибуття людей-дослідників. А коли науковці прибудуть на планету, роботи і люди будуть працювати разом у спеціальних помешканнях, закладаючи фундамент для співпраці людини і робота в жорстких природних умовах. Такі технології, як Валькірія, закладають основу для створення нових автоматизованих систем, які готуватимуть умови на інших планетах для прибуття астронавтів, чим суттєво полегшать проблему освоєння планет людством».

## Технічні характеристики
Висота робота становить 1,9 м, а маса — 125 кг. Робот має 44 ступені свободи. Руки Валькірії мають сім ступенів свободи з рухомими зап'ястями і кистями. Голова робота може повертатися і нахилятися. Його системи живляться від акумуляторної батареї, закріпленої на спині. Її повного заряду вистачає трохи більше ніж на годину роботи R5.
Новий робот оснащений різними сенсорами, включаючи камери і лідар в голові, камери і ультразвукові датчики в животі і сенсори на ліктях і колінах. Не вся інформація з усіх цих датчиків буде передаватися оператору; вона буде використовуватися і обчислювальними системами R5 для більш ефективного виконання різних завдань. Також слід зазначити, що всі кінцівки робота виконані швидкозамінними; нові руки або ноги можуть бути встановлені замість пошкоджених за лічені хвилини.

## Додаткова інформація
Проект DRC, в рамках якого ведеться створення робота R5, було оголошено DARPA на початку 2013 року. Його метою є створення робота, який буде використовуватися в рамках стратегії Пентагону щодо сприяння у ліквідації наслідків стихійних лих, евакуації населення і вирішення гуманітарних завдань. Створюваний робот має повністю замінити людину при ліквідації наслідків аварій на ядерних, нафто- і гірничодобувних об'єктах.